# Gitarrenstimmung
Für die Gitarre gibt es mehr oder weniger verbreitete, unterschiedliche Stimmungen. Neben der Standard-Stimmung gibt es sogenannte Open Tunings, bei denen Akkorde oder Varianten davon eingestimmt werden sowie Drop-Tunings, bei denen die Standard-Stimmung (in Gänze oder nur einzelne Saiten betreffend) bis zu vier Halbtöne tiefer gestimmt wird.

## Standardstimmung
Die am meisten verwendete Stimmung der Gitarre ist E-A-d-g-h-e’ (von der tiefsten/dicksten zur höchsten/dünnsten Saite betrachtet; Merkspruch:  Ein Anfänger Der Gitarre Habe Eifer) und wird Standardstimmung genannt. Da die Bundabstände einer Gitarre in regelmäßigem Abstand enger werden, teilt die Gitarre die Oktave in zwölf gleiche Teile. Damit muss sie temperiert gestimmt werden. Das weit verbreitete Stimmen nach Flageolett-Tönen erweist sich dabei als Fehlerquelle:
Beim Stimmen nach der Flageolett-Methode werden die Obertöne eingestimmt, die nicht genau die temperierte Stimmung wiedergeben. Wenn man den Flageolett-Ton im 5. Bund auf der tiefen E-Saite spielt, erhält man eine exakte doppelte Oktave, beim Anschlagen des Flageolett-Tons im 7. Bund der A-Saite erhält man jedoch eine gegenüber dem temperierten System leicht zu hohe oktavierte Quinte. Das führt dazu, dass die so gestimmte A-Saite leicht zu tief gestimmt wird. Diese Stimmungsdifferenz pflanzt sich dann über das nächste Saitenpaar (A – d und über die nächsten Saiten) weiter fort. Aufgrund dieser Tatsache wird das Stimmen nach Flageolett-Tönen nur als schnelle, aber nicht als wirklich saubere Methode des Stimmens empfohlen.
| Saite             | Note | Frequenz bei a1 = 440 Hz | EDV-gerechte Notation |
| ----------------- | ---- | ------------------------ | --------------------- |
| 1 (Höchste Saite) | e'   | 329,63 Hz                | E4                    |
| 2                 | h    | 246,94 Hz                | H3                    |
| 3                 | g    | 196,00 Hz                | G3                    |
| 4                 | d    | 146,83 Hz                | D3                    |
| 5                 | A    | 110,00 Hz                | A2                    |
| 6 (Tiefste Saite) | E    | 82,41 Hz                 | E2                    |

## Drop-Tunings
In der klassischen Gitarrenliteratur gibt es zahlreiche Beispiele für die Verwendung einer Drop D-Stimmung. Als Beispiel kann hier das Capricho Árabe von Francisco Tárrega genannt werden. Auch gibt es viele Fingerstyle-Stücke in diesem Tuning, auch im Metal-Genre wird Drop D gerne verwendet. Eine Variante hiervon ist das Double-Drop-D, bei dem beide E-Saiten einen Ganzton tiefer gestimmt werden. Davon abweichend werden gerne auch alle Saiten einer Gitarre tiefer gestimmt. Da beim Nachlassen der Saitenspannung die Auslenkung der Saiten und damit deren Schwingungsamplitude größer wird, klingt die Gitarre anders, was als angenehm empfunden wird und der Grund für das Herunterstimmen ist. Ein weiterer Grund kann bei der Nutzung der Gitarre als Begleitinstrument die leichtere Erreichbarkeit von ansonsten hohen Gesangstönen sein.
Auch eine in Gänze heruntergestimmte Gitarre kann man mit Drop-Tunings versehen.

## Open Tunings
Meist werden bei Open Tunings Akkorde eingestimmt. Hier eine Übersicht oft verwendeter Open Tunings:
| Stimmung in | Saitenstimmung           | Name              |
| ----------- | ------------------------ | ----------------- |
| C-Dur       | C – G – c – g – c – e1   | Offene C-Stimmung |
| D-Dur       | D – A – d – fis – a – d1 | Offene D-Stimmung |
| d-Moll      | D – A – d – f – a – d1   |                   |
| E-Dur       | E – H – e – gis – h – e1 | Offene E-Stimmung |
| G-Dur       | D – G – d – g – h – d1   | Offene G-Stimmung |
| g-Moll      | D – G – d – g – b – d1   |                   |
| A-Dur       | E – A – e – a – cis1–e1  | Offene A-Stimmung |

Der Vorteil von Open Tunings ist ihr besonderer Klang und die musikalische Inspiration, die damit verbunden ist. Der Nachteil ist, dass sich alle Töne in anderen Positionen auf dem Griffbrett befinden. Einige Spieler durchdringen Open Tunings in allen Facetten und den damit verbundenen Möglichkeiten, Pierre Bensusan nutzt ausschließlich DAdgad, Peter Finger spielt hauptsächlich EHegad.